# Andrés Schetino
Edgardo Andrés Schetino Yancev (Montevideo, Uruguay, 26 de mayo de 1994) es un futbolista uruguayo. Juega de pivote y su equipo actual es el C. A. Fénix de la Segunda División Profesional de Uruguay.

## Trayectoria
Para la temporada 2013/14 fue ascendido al plantel principal del Centro Atlético Fénix, por el entrenador Lorenzo Carrabs. Debutó como profesional el 17 de agosto de 2013, con 19 años en la fecha 1 del Torneo Apertura, jugó los 90 minutos contra El Tanque Sisley y perdieron 1-2. Tuvo una participación irregular en el Apertura, fue titular en 5 partidos y estuvo en el banco de suplentes en 9 juegos, de los cuales ingresó en 3 oportunidades.
En el Torneo Clausura 2014 se consolidó en el primer equipo, ya que fue titular en 12 partidos que jugó. Fénix culminó la tabla anual en séptima posición, solo una por debajo de la clasificación a torneos internacionales.
Schetino se consolidó en Fénix y fue titular durante 3 temporadas, hasta que fue fichado por Fiorentina en enero de 2016.
No tuvo oportunidades con la Fiore, por lo que fue cedido a varios equipos en Europa en los siguientes años.
Estuvo en Livorno de la Serie B italiana durante la temporada 2015/16 pero no tuvo minutos, el equipo tuvo 3 entrenadores diferentes y finalmente descendieron a la Serie C. Para la temporada 2016/17 fue cedido al Sevilla Atlético para jugar en la Segunda División de España, competición en la que estuvo presente en 20 oportunidades. Su siguiente destino fue la Primera División de Dinamarca para jugar en Esbjerg fB, tuvo una importante participación, ya que en los 20 partidos que jugó fue titular en 18 y convirtió un gol, finalizaron la temporada 2017/18 en segundo lugar, fueron a un play-off y ascendieron a la Superliga de Dinamarca. Regresó a Italia en la temporada 2018/19 para jugar nuevamente en la Serie B, esta vez para defender a Cosenza Calcio, una lesión lo apartó varias semanas y solo jugó 4 partidos.
Tras su paso por Europa regresó a su club formativo en Uruguay, Fénix. Se consolidó como capitán y tuvo la oportunidad de jugar un torneo internacional como la Copa Sudamericana. Mantuvo una regularidad en su nivel durante 4 años y volvió a tener una oportunidad en el fútbol europeo, a principios de 2023 fue fichado por la Associazione Calcio Bellinzona de la Challenge League de Suiza.

## Selección nacional
Ha sido internacional con la selección de Uruguay en las categorías sub-20 y sub-22.
Fue convocado por primera vez en julio de 2012 por Juan Verzeri para entrenar con la futura selección sub-20. Participó en partidos amistosos contra equipos locales como Wanderers, Cerro, Juventud, Nacional, Defensor Sporting.
Fue citado para viajar a Argentina y jugar amistosos contra Gimnasia y Esgrima de La Plata. Debutó el 13 de noviembre de 2012, fue titular contra un combinado de Gimnasia y empataron sin goles.
Posteriormente no fue considerado para jugar el Campeonato Sudamericano Sub-20 de 2013.
El 15 de marzo de 2015 fue incluido en una lista preliminar de 83 jugadores seleccionables para jugar los Juegos Panamericanos, el 20 de mayo fue reservado entre 30 jugadores.
Fue convocado al plantel definitivo el 17 de junio, por el entrenador Fabián Coito, junto a otros 17 jugadores.
Debutó con la sub-22 de Uruguay el 13 de julio de 2015, en el primer partido de la fase de grupos, fue titular contra Trinidad y Tobago, conjunto al que derrotaron 0-4. El segundo encuentro fue contra México, estuvo los 90 minutos en cancha pero fueron derrotados 1-0. No tuvo minutos en el último partido del grupo y sus compañeros derrotaron a Paraguay por 1-0.
En la semifinal se enfrentaron a Brasil, la favorita del certamen, aunque Andrés comenzó en el banco de suplentes, al minuto 10 fue expulsado su compañero Mauricio Lemos, de igual forma el primer tiempo culminó sin goles e ingresó para empezar la segunda mitad en cancha. Al minuto 74 La Verdeamarela tuvo un penal a favor, el arquero uruguayo Guillermo De Amores dio rebote y el rival convirtió el primer gol del partido. La Celeste respondió al minuto 85 a través de un tiro de esquina, el balón le cayó a Schetino y lo transformó en gol para empatar el encuentro, a los 2 minutos nuevamente Uruguay atacó y tras una corrida de Michael Santos que finalizó en gol, el partido finalizó 2 a 1 a favor de Uruguay.
La final se jugó el 26 de julio de 2015, nuevamente se enfrentaron a México, al minuto 10 su compañero Brian Lozano convirtió de tiro libre un gol para abrir el marcador, al minuto 66 Andrés ingresó por Nicolás Albarracín y finalmente Uruguay se coronó campeón de los Juegos Panamericanos de Toronto con una victoria 1-0.

### Participaciones en juveniles
| Competición                  | Sede   | Resultado | Partidos | Goles | Asistencias |
| ---------------------------- | ------ | --------- | -------- | ----- | ----------- |
| Juegos Panamericanos de 2015 | Canadá | Campeón   | 4        | 1     | 1           |

### Detalles de partidos
| Con Uruguay sub-20 | Con Uruguay sub-20             | Con Uruguay sub-20 | Con Uruguay sub-20      | Con Uruguay sub-20     | Con Uruguay sub-20 | Con Uruguay sub-20 | Con Uruguay sub-20 | Con Uruguay sub-20 | Con Uruguay sub-20 |
| N°                 | Rival                          | Resultado          | Fecha                   | Lugar                  | Competencia        | Goles              | Asistencias        | Ref.               |                    |
| ------------------ | ------------------------------ | ------------------ | ----------------------- | ---------------------- | ------------------ | ------------------ | ------------------ | ------------------ | ------------------ |
| 1                  | Gimnasia y Esgrima de La Plata | 0:0                | 13 de noviembre de 2012 | Buenos Aires Argentina | Amistoso           | -                  | -                  | 1                  |                    |

| Con Uruguay sub-22 | Con Uruguay sub-22 | Con Uruguay sub-22 | Con Uruguay sub-22  | Con Uruguay sub-22 | Con Uruguay sub-22                  | Con Uruguay sub-22 | Con Uruguay sub-22       | Con Uruguay sub-22 | Con Uruguay sub-22 |
| N°                 | Rival              | Resultado          | Fecha               | Lugar              | Competencia                         | Goles              | Asistencias              | Ref.               |                    |
| ------------------ | ------------------ | ------------------ | ------------------- | ------------------ | ----------------------------------- | ------------------ | ------------------------ | ------------------ | ------------------ |
| 1                  | Trinidad y Tobago  | 0:4 (0:3)          | 13 de julio de 2015 | Hamilton · Canadá  | Juegos Panamericanos Fase de grupos | -                  | 5' a Fabricio Formiliano | 1                  |                    |
| 2                  | México             | 1:0 (0:0)          | 17 de julio de 2015 | Hamilton · Canadá  | Juegos Panamericanos Fase de grupos | -                  | -                        | 2                  |                    |
| 3                  | Brasil             | 1:2 (0:0)          | 23 de julio de 2015 | Hamilton · Canadá  | Juegos Panamericanos Semifinales    | 85'                | -                        | 3                  |                    |
| 4                  | México             | 1:0 (1:0)          | 26 de julio de 2015 | Hamilton · Canadá  | Juegos Panamericanos Final          | -                  | -                        | 4                  |                    |

## Estadísticas

### Clubes
Actualizado al último partido disputado el 22 de septiembre de 2023.
| Club                      | Div.          | Temporada     | Liga  | Liga  | Liga   | Copas nacionales | Copas nacionales | Copas nacionales | Copas internacionales | Copas internacionales | Copas internacionales | Total | Total | Total  |
| Club                      | Div.          | Temporada     | Part. | Goles | Asist. | Part.            | Goles            | Asist.           | Part.                 | Goles                 | Asist.                | Part. | Goles | Asist. |
| ------------------------- | ------------- | ------------- | ----- | ----- | ------ | ---------------- | ---------------- | ---------------- | --------------------- | --------------------- | --------------------- | ----- | ----- | ------ |
| Fénix · Uruguay           | 1.ª           | 2013-14       | 20    | 0     | 0      | -                | -                | -                | -                     | -                     | -                     | 20    | 0     | 0      |
| Fénix · Uruguay           | 1.ª           | 2014-15       | 19    | 2     | 2      | -                | -                | -                | -                     | -                     | -                     | 19    | 2     | 2      |
| Fénix · Uruguay           | 1.ª           | 2015-16       | 14    | 1     | 2      | -                | -                | -                | -                     | -                     | -                     | 14    | 1     | 2      |
| Fénix · Uruguay           | Total club    | Total club    | 73    | 3     | 4      | 0                | 0                | 0                | 0                     | 0                     | 0                     | 73    | 3     | 4      |
| Livorno · Italia          | 2.ª           | 2015-16       | 0     | 0     | 0      | -                | -                | -                | -                     | -                     | -                     | 0     | 0     | 0      |
| Livorno · Italia          | Total club    | Total club    | 0     | 0     | 0      | 0                | 0                | 0                | 0                     | 0                     | 0                     | 0     | 0     | 0      |
| Sevilla Atlético · España | 2.ª           | 2016-17       | 20    | 0     | 0      | -                | -                | -                | -                     | -                     | -                     | 20    | 0     | 0      |
| Sevilla Atlético · España | Total club    | Total club    | 20    | 0     | 0      | 0                | 0                | 0                | 0                     | 0                     | 0                     | 0     | 0     | 20     |
| Esbjerg Dinamarca         | 2.ª           | 2017-18       | 20    | 1     | 0      | -                | -                | -                | -                     | -                     | -                     | 20    | 1     | 0      |
| Esbjerg Dinamarca         | Total club    | Total club    | 20    | 1     | 0      | 0                | 0                | 0                | 0                     | 0                     | 0                     | 20    | 1     | 0      |
| Cosenza · Italia          | 2.ª           | 2018-19       | 4     | 0     | 0      | 0                | 0                | 0                | -                     | -                     | -                     | 4     | 0     | 0      |
| Cosenza · Italia          | Total club    | Total club    | 4     | 0     | 0      | 0                | 0                | 0                | 0                     | 0                     | 0                     | 4     | 0     | 0      |
| Fénix · Uruguay           | 1.ª           | 2019          | 11    | 0     | 0      | -                | -                | -                | -                     | -                     | -                     | 11    | 0     | 0      |
| Fénix · Uruguay           | 1.ª           | 2020          | 26    | 1     | 0      | -                | -                | -                | 6                     | 0                     | 0                     | 32    | 1     | 0      |
| Fénix · Uruguay           | 1.ª           | 2021          | 21    | 1     | 1      | -                | -                | -                | 0                     | 0                     | 0                     | 21    | 1     | 1      |
| Fénix · Uruguay           | 1.ª           | 2022          | 28    | 2     | 0      | 1                | 0                | 0                | -                     | -                     | -                     | 29    | 2     | 0      |
| Fénix · Uruguay           | Total club    | Total club    | 159   | 7     | 5      | 1                | 0                | 0                | 6                     | 0                     | 0                     | 166   | 7     | 5      |
| Bellinzona · Suiza        | 2.ª           | 2022-23       | 15    | 0     | 0      | -                | -                | -                | -                     | -                     | -                     | 15    | 0     | 0      |
| Bellinzona · Suiza        | 2.ª           | 2023-24       | 6     | 0     | 0      | 2                | 0                | 0                | -                     | -                     | -                     | 8     | 0     | 0      |
| Bellinzona · Suiza        | Total club    | Total club    | 21    | 0     | 0      | 2                | 0                | 0                | 0                     | 0                     | 0                     | 23    | 0     | 0      |
| Total carrera             | Total carrera | Total carrera | 224   | 8     | 5      | 3                | 0                | 0                | 6                     | 0                     | 0                     | 233   | 8     | 5      |
| 1. 2.                     |               |               |       |       |        |                  |                  |                  |                       |                       |                       |       |       |        |

### Selección
Actualizado al último partido disputado el 26 de julio de 2015.
| Sub-20 · Uruguay  | 2012              | - | - | - | - | - | - | 1 | 0 | 0 | 1 | 0 | 0 |
| Sub-20 · Uruguay  | Total sel.        | 0 | 0 | 0 | 0 | 0 | 0 | 1 | 0 | 0 | 1 | 0 | 0 |
| Sub-22 · Uruguay  | 2015              | 4 | 1 | 1 | - | - | - | 0 | 0 | 0 | 4 | 1 | 1 |
| Sub-22 · Uruguay  | Total sel.        | 4 | 1 | 1 | 0 | 0 | 0 | 0 | 0 | 0 | 4 | 1 | 1 |
| Total selecciones | Total selecciones | 4 | 1 | 1 | 0 | 0 | 0 | 1 | 0 | 0 | 5 | 1 | 1 |
| 1.                |                   |   |   |   |   |   |   |   |   |   |   |   |   |

## Palmarés

### Títulos internacionales
| Título               | Equipo               | País   | Año  |
| -------------------- | -------------------- | ------ | ---- |
| Juegos Panamericanos | Selección de Uruguay | Canadá | 2015 |